# Respectus parentelæ
Respectus parentelæ, regel i kanonisk rätt, varigenom sexuellt umgänge och äktenskap förbjuds mellan två parter vilka står i ett förhållande liknande det mellan förälder och barn.
I nuvarande svensk lagstiftning motsvaras regeln av brottsbalkens förbud mot sexuellt umgänge med:
barn som fyllt femton men inte arton år och som är avkomling till gärningsmannen eller står under fostran av eller har ett liknande förhållande till gärningsmannen, eller för vars vård eller tillsyn gärningsmannen skall svara på grund av en myndighets beslut.